# بنغت صمويلسون
بنغت انغمار صمويلسون (بالسويدية: Bengt Ingemar Samuelsson) (ولد في 21 مايو 1934) هو عالم كيمياء حيوية سويدي، حصل على جائزة نوبل في الطب سنة 1982 بالمشاركة مع مواطنه سوني برغستروم والبريطاني جون فين.
ولد صمويلسون في هالمستا (بالسويدية: Halmstad) جنوب غرب السويد، ودرس بجامعة ستكهولم، ثم صار أستاذاً بالجامعة ذاتها سنة 1967. تقاسم صمويلسون جائزة لويزا غروس هورويتز (التي تمنحها جامعة كولومبيا الأمريكية) مع سوني برغستروم، ثم تشارك برغستروم وصمويلسون جائزة نوبل في الطب سنة 1982 مع البريطاني جون فين لاكتشافاتهم المتعلقة بالدور الفسيولوجي للبروستاغلاندينات والمواد الكيميائية ذات الصلة بها، وهي الاكتشافات التي فتحت آفاقاً متسعة أمام تطوير الصناعة الدوائية.
تركز الاهتمام البحثي لصمويلسون حول أيض الكوليستيرول، وعقب أبحاثه مع برغستروم حول البروستاغلاندين انتقل صمويلسون إلى البحث في حمض الأراكيديونيك ونواتجه، وقد أدت هذه الأبحاث إلى اكتشاف الإندوبيروكسيدات ومركبات الثرومبوكسان والليوكوترينات، والتعمق في معرفة كيمياء هذه المواد وتأثيرها الحيوي ووظيفتها الفسيولوجية. وكان لهذه الأبحاث تأثيرات واضحة على جوانب إكلينيكية عديدة متعلقة بتخثر الدم والالتهاب والأرجية.
وبعد أن فتح برغستروم وصمويلسون بأبحاثهما الباب أمام معرفة البروستاغلاندينات، توسع العلماء في دراسة هذه المواد، حتى أن كلمة «بروستاغلاندين» ومشتقاتها وردت ككلمات مفتاحية في حوالي 3000 بحث بين عامي 1981 و1995.

## وصلات خارجية
- بنغت صمويلسون على موقع الموسوعة البريطانية (الإنجليزية)
- بنغت صمويلسون على موقع مونزينجر (الألمانية)
- بنغت صمويلسون على موقع إن إن دي بي (الإنجليزية)